# 藤原清保
藤原 清保（ふじわら の きよやす、生没年不詳）は、平安時代前期の貴族。官位は従五位上・遠江守。

## 経歴
陽成朝初頭の元慶元年（877年）美濃少掾在職中に従五位下に叙せられる。翌元慶2年（878年）遠江守に任ぜられるが、前国司と交替する際に官舎25宇および官倉104宇が焼亡していたことが発覚、清保は前国司を本任放還すべきでないことを言上し、認められた。なお、遠江守在任中に以下の活動記録がある。
- 元慶5年（881年）遠江国磐田郡の山裏にいた戸籍外の浪人100人を施薬院に集め、公用の労働に従事させた[2]。
- 元慶5年（881年）かつて焼亡した官舎および倉の材木を用いて焼亡を逃れた建物の修理することを請い、許されている[1]。

遠江守の任期を満了して、元慶7年（883年）従五位上に昇叙される。翌元慶8年（884年）遠江守在任中に蓄積した余剰の穀穎42万1376束が諸郡にあることから、税帳に記録するように太政官に言上し、認められている。光孝朝末の仁和3年（887年）遠江守に再任された。

## 官歴
『日本三代実録』による。
- 時期不詳：正六位上。美濃少掾
- 元慶元年（877年） 11月21日：従五位下
- 元慶2年（878年） 正月11日：遠江守
- 元慶7年（883年） 正月7日：従五位上
- 仁和3年（887年） 2月2日：遠江守